# 개인주의자 지영씨
《개인주의자 지영씨》는 2017년 5월 8일과 2017년 5월 9일에 방영된 KBS 2TV 월화 미니시리즈이다.

## 줄거리
타인과의 관계를 끊고 완벽한 개인주의자로 살던 여자가 타인과의 관계없이 못 사는 의존적인 남자를 만나 서로를 치유하고 기울어진 삶을 바로잡게 되는 코믹로맨스 심리극.

## 등장인물

### 주요 인물
- 민효린 : 나지영 역 (아역 강주하, 류한비)
- 공명 : 박벽수 역

### 주변 인물
- 오나라 : 정수경 역 - 지영의 정신과 상담의
- 지일주 : 연석 역 - 지영의 남자 친구
- 장희령 : 예진 역 - 벽수의 여자 친구
- 강재준 : 최대리 역 - 벽수의 회사동료
- 김재화 : 박 간호사 역 - 지영의 직장동료
- 윤지원 : 김 간호사 역 - 지영의 직장동료

### 그 외 인물
- 윤복인 : 지영의 어머니 역
- 조승연 : 지영의 아버지 역
- 김희령 : 벽수의 양어머니 역
- 김선하 : 지영의 직장동료 역
- 안상호
- 차수미
- 장해송
- 마민희
- 김인희
- 김지원
- 황배진 : 엘리베이터 남 역
- 최교식 : 경비원 역
- 박수영 : 부동산업자 역
- 정영기 : 닫다열쇠 열쇠수리공 역
- 이재은
- 이서율
- 이정형
- 조기성
- 조창근
- 박용
- 박도준
- 방수진 : 박연희 역 - 벽수의 동생
- 손상연
- 서은하
- 임가영
- 정진서
- 박서윤
- 이혜원

## 시청률
최저 시청률과 최고 시청률은 시청률 조사회사와 지역별로 시청률에 차이가 있을 수 있습니다.
| 2017년 | 2017년  | 2017년         | 2017년       | 2017년         | 2017년       |
| 회차   | 방송일  | TNmS 시청률    | TNmS 시청률  | AGB 시청률     | AGB 시청률   |
| 회차   | 방송일  | 대한민국(전국) | 서울(수도권) | 대한민국(전국) | 서울(수도권) |
| ------ | ------- | -------------- | ------------ | -------------- | ------------ |
| 제1회  | 5월 8일 | 2.9%           | 3.1%         | 2.4%           | 2.6%         |
| 제2회  | 5월 9일 | 4.3%           | 5.0%         | 4.8%           | 5.5%         |

## 삽입곡
아래의 노래는 《개인주의자 지영씨》에 사용된 삽입곡이다.
| #   | 제목                                                    | 작사               | 작곡        | 가수                 | 재생 시간 |
| --- | ------------------------------------------------------- | ------------------ | ----------- | -------------------- | --------- |
| 1.  | 〈QUIT〉                                                | 강기훈             | 강기훈      | 클럼지               |           |
| 2.  | 〈아직도〉                                              | 강기               | 강기        | 클럼지               |           |
| 3.  | 〈핑-퐁 (Feat. 아몬드)〉                                | 이지우             | 이지우      | 클럼지               |           |
| 4.  | 〈목소리 (Feat. 정기고)〉                               | 왕세윤, 최인영     | 최인영      | 스웨덴세탁소         |           |
| 5.  | 〈월화수목금토일〉                                      | 최인영             | 왕세윤      | 스웨덴세탁소         |           |
| 6.  | 〈이웃에 방해가 되지 않는 선에서〉                      | 윤덕원             | 윤덕원      | 브로콜리 너마저      |           |
| 7.  | 〈Say Yes〉                                             | 허영지, 이방원사단 | 이방원사단  | 아이일               |           |
| 8.  | 〈겨울의 끝〉                                           | 수상한 커튼        | 수상한 커튼 | 수상한 커튼          |           |
| 9.  | 〈p.137 연애를 시작한다는건 말야〉                      | 이원영, 전보라     | 이원영      | 이원영(블루파프리카) |           |
| 10. | 〈Call You Mine (Feat. Geologic of the Blue Scholars)〉 |                    |             | jeff Bernet          |           |
| 11. | 〈거짓말꽃〉                                            | 김현아(랄라스윗)   | 김현아      | 랄라스윗             |           |
| 12. | 〈WITH〉                                                | 이원석             | 정유종      | 데이브레이크         |           |

## 동시간대 드라마
- MBC 월화드라마

《역적 : 백성을 훔친 도적》 (2017년 1월 30일 ~ 2017년 5월 16일)
- SBS 월화드라마

《귓속말》 (2017년 3월 27일 ~ 2017년 5월 23일)

## 수상
- 2017년 제2회 아시아 아티스트 어워즈 배우부문 초이스상 민효린

## 같이 보기
- 대한민국의 텔레비전 드라마 목록 (ㄱ)
- 2017년 대한민국의 텔레비전 드라마 목록